# Fábio Aurélio
Fábio Aurélio Rodrigues (São Carlos, 24 september 1979) - voetbalnaam Fábio Aurélio - is een voormalig Braziliaans betaald voetballer die bij voorkeur als middenvelder of linkervleugelverdediger speelde. Hij speelde tussen 1997 en 2013 achtereenvolgens voor São Paulo FC, Valencia CF, Liverpool en Grêmio, Fábio Aurélio bezit naast een Braziliaans ook een Italiaans paspoort.

## Clubcarrière
In eigen land speelde Fábio Aurélio van 1997 tot 2000 bij São Paulo FC, waar hij ook als jeugdspeler actief was. In 1998 en 2000 won Fábio Aurélio het Campeonato Paulista met São Paulo FC. In 2000 werd hij gecontracteerd door Valencia CF. Met de Spaanse club werd Fábio Aurélio in 2002 en 2004 kampioen van Spanje. In 2004 werd bovendien de UEFA Cup gewonnen, hoewel de Braziliaan een groot deel van het seizoen 2003/2004 moest missen door een beenbreuk. Fábio Aurélio werd in 2006 door Rafael Benítez, tot 2004 zijn trainer bij Valencia CF, naar Liverpool FC gehaald. Bij de Engelse club was hij de eerste Braziliaan in de geschiedenis. Het Community Shield van 2006 was de eerste prijs die hij met Liverpool won.
Het contract van Aurélio zou eind mei 2010 aflopen en verliet de club uit onvrede over de inhoud van de aanbieding die hij kreeg om zijn verbintenis te verlengen. Liverpool wilde hem gaan betalen op basis van het aantal wedstrijden dat hij daadwerkelijk speelde, omdat hij regelmatig met blessures kampte. Van de dan net aangestelde trainer Roy Hodgson mocht Fábio Aurélio niettemin met Liverpool blijven meetrainen, wat in augustus alsnog resulteerde in een nieuw tweejarig contract bij de club. Na het aflopen van dat contract vertrok hij naar Grêmio Foot-Ball Porto Alegrense. Door blessureleed kwam hij hier weinig aan spelen toe en op 4 april 2014 kondigde hij zijn afscheid als profvoetballer aan.

### Statistieken
| seizoen    | club         | land              | competitie            | wed. | goals |
| ---------- | ------------ | ----------------- | --------------------- | ---- | ----- |
| 1997       | São Paulo FC | Vlag van Brazilië | Campeonato Brasileiro | 15   | 1     |
| 1998       | São Paulo FC | Vlag van Brazilië | Campeonato Brasileiro | 11   | 1     |
| 1999       | São Paulo FC | Vlag van Brazilië | Campeonato Brasileiro | 18   | 0     |
| 2000       | São Paulo FC | Vlag van Brazilië | Campeonato Brasileiro | 4    | 0     |
| 2000/01    | Valencia CF  | Vlag van Spanje   | Primera División      | 7    | 0     |
| 2001/02    | Valencia CF  | Vlag van Spanje   | Primera División      | 15   | 1     |
| 2002/03    | Valencia CF  | Vlag van Spanje   | Primera División      | 26   | 8     |
| 2003/04    | Valencia CF  | Vlag van Spanje   | Primera División      | 2    | 0     |
| 2004/05    | Valencia CF  | Vlag van Spanje   | Primera División      | 21   | 0     |
| 2005/06    | Valencia CF  | Vlag van Spanje   | Primera División      | 24   | 2     |
| 2006/07    | Liverpool FC | Vlag van Engeland | Premier League        | 17   | 0     |
| 2007/08    | Liverpool FC | Vlag van Engeland | Premier League        | 16   | 1     |
| 2008/09    | Liverpool FC | Vlag van Engeland | Premier League        | 24   | 2     |
| 2009/10    | Liverpool FC | Vlag van Engeland | Premier League        | 15   | 0     |
| 2010/11    | Liverpool FC | Vlag van Engeland | Premier League        | 14   | 0     |
| 2011/12    | Liverpool FC | Vlag van Engeland | Premier League        | 2    | 0     |
| 2012       | São Paulo FC | Vlag van Brazilië | Campeonato Brasileiro | 5    | 0     |
|            |              |                   | Totaal:               | 236  | 16    |
| Bijgewerkt | 31-12-2013   |                   |                       |      |       |

## Interlandcarrière
Fábio Aurélio speelde met het Braziliaans Olympisch elftal op de Olympische Zomerspelen 2000 in Sydney.
1 Helton ·
2 Baiano ·
3 Fábio Bilica ·
4 Álvaro ·
5 Marcos Paulo ·
6 Fábio Aurélio ·
7 Ronaldinho ·
8 Fabiano Pereira ·
9 Edu Schmidt ·
10 Alex  ·
11 Geovanni ·
12 Roger ·
13 André Luís ·
14 Lúcio ·
15 Mozart ·
16 Athirson ·
17 Lucas Severino ·
18 Fábio Costa ·
Coach: Vanderlei Luxemburgo